# 板岩镇
板岩镇，是中华人民共和国陕西省商洛市山阳县下辖的一个乡镇级行政单位。

## 行政区划
板岩镇下辖以下地区：
庙台子村、曹家寺村、耿家村、广梅沟村、安门口村、青龙寨村、檀树村、石庄子村、杜家沟村、王家店村、陈家涧村、王家村、宁家湾村、罗川村、北沟寺村、山岔村、沈家沟村、香沟口村和狮子沟村。